# Адамс, Джордан (баскетболистка)
Джордан Эшли Адамс (англ. Jordan Ashley Adams; в замужестве Смит (англ. Smith); род. 24 мая 1981 года в Спокане, штат Вашингтон, США) — канадская профессиональная баскетболистка, которая выступала в женской национальной баскетбольной ассоциации за команду «Миннесота Линкс», которой она была выбрана на драфте ВНБА 2003 года во втором раунде под общим восемнадцатым номером. Играла на позиции центровой.
В составе национальной сборной Канады Адамс стала бронзовым призёром чемпионата Америки 2009 года в Куябе, кроме того принимала участие на чемпионате мира 2010 года в Чехии, чемпионате Америки 2007 года в Вальдивии и Панамериканских играх 2007 года в Рио-де-Жанейро.

## Ранние годы
Джордан Адамс родилась 24 мая 1981 года в городе Спокан (штат Вашингтон) в семье баскетболиста Грега Уилтьера, выступавшего в Европе, и его жены Карлы, у неё есть младший сводный брат по отцу, Кайл, поигравший в НБА за клуб «Хьюстон Рокетс». Затем Карла вышла замуж за Джеффа Адамса, от которого она родила сына, Дэна, и трёх дочерей, Аманду, Бетани и Кристи. Училась же Джордан на невключённой территории Овертон (штат Невада) в средней школе Моапа-Вэлли, где выступала за местную баскетбольную команду.